# Тадеуш Йопек
Тадеуш Ян Йопек — польський астроном, професор фізичних наук. Спеціалізується на малих тілах Сонячної системи та небесній механіці. Викладає в Університеті імені Адама Міцкевича в Познані.

## Біографія
Ступінь доктора філософії здобув 1986 року, захистивши дисертацію «Еволюційні зв'язки між метеорними потоками та періодичними кометами» під керівництвом Ієроніма Гурника. 2001 року габілітувався в Університеті Миколи Коперника в Торуні, захистивши дисертацію «Пошук метеорних потоків. Об'єктивний підхід». Вчене звання професора кафедри фізичних наук присвоєно 2015 року.
На фізичному факультеті Університету імені Адама Міцкевича в Познані працює повним професором в Інституті астрономічної обсерваторії. Проводить заняття з астрометрії, сферичної астрономії, фізики та хімії Землі, математичних методів астрономії.
У своїй дослідницькій роботі Йопек займається такими питаннями, як метеорні потоки, сім'ї астероїдів, чисельне інтегрування руху малих тіл, класифікація малих тіл Сонячної системи, походження та динамічна еволюція малих тіл, статистичні методи аналізу даних, походження Тунгуського об'єкта.
Свої роботи публікував у «Небесній механіці та динамічній астрономії», «Астрономії та астрофізиці», «Щомісячних повідомленнях Королівського астрономічного товариства» та «Прогресі в космічних дослідженнях». Є членом Міжнародного астрономічного союзу.